# پورت-کارتیه، کبک
پورت-کارتیه (به فرانسوی: Port-Cartier) شهرکی در منطقه شهری ست-ریوییر ناحیه کوت-نور در استان کبک کانادا است. در سرشماری سال ۲۰۱۱ این شهرک ۶٬۸۶۵ نفر جمعیت داشته‌است و مساحت آن ۱٬۰۷۳٫۷ کیلومتر مربع است.